# Winslow, Arkansas
Winslow är en ort i Washington County i den amerikanska delstaten Arkansas med en yta av 4,9 km² och en folkmängd, som uppgår till 399 invånare (2000).